# Governo provvisorio della Nazione Piemontese
Il Governo Provvisorio della Nazione Piemontese venne istituito a Torino il 12 dicembre 1798 dal generale francese B. C. Joubert, con il solenne giuramento di “odio eterno alla tirannide, amore eterno alla libertà, all'eguaglianza e alla virtù”,  a seguito dell'occupazione del Piemonte da parte delle truppe francesi rivoluzionarie. Il governo guidò la Repubblica Piemontese.

Fecero parte del governo provvisorio:
- Giovanni Battista Balbis
- Innocenzo Maurizio Baudisson
- Giovanni Battista Bertoletti
- Giovanni Battista Agostino Bono (fino al 14 marzo 1799)
- Carlo Botta
- Ugo Vincenzo Giacomo Bottone
- Francesco Brayda
- Giuseppe Carlo Aurelio di Sant'Angelo,
- Giuseppe Cavalli conte di Olivola
- Luigi Colla
- Felice Clemente Fasella
- Giuseppe Fava
- Francesco Favrat barone di Bellevaux
- Pietro Gaetano Galli conte della Loggia
- Giovanni Antonio Giobert
- Sebastiano Giraud
- Stefano Giovanni Ricci
- Felice Giovanni San Martino conte della Motta
- Giuseppe Felice Sartoris.

Il Governo durò in carica sino al 2 aprile 1799, quando fu sciolto dal Direttorio, che nominò Commissario unico con pieni poteri l'ambasciatore Musset.